# Gurani
Pour les articles homonymes, voir Gorani.
Le gurani ou gorani est un dialecte kurde, apparenté aux langues iraniennes, parlé au centre-sud du Kurdistan iranien et sporadiquement au Kurdistan irakien.
Il est rattaché au groupe linguistique kurde du Sud.

## Définition

### Situation géographique
Le gorani ou guranî est un groupe de dialectes kurdes parlés essentiellement au sud-ouest du Kurdistan iranien, dans les régions situées à l'ouest de Kermanshah), dans la région de Hewraman (à cheval sur la frontière irano-irakienne), sur les régions frontalières à l'ouest de Sine, et dans une trentaine de villages situés à l'est de Mossoul au Kurdistan irakien (tribu de Badjwan).
Le goranî est aussi le dialecte le plus pratiqué par les communautés adeptes de la religion Ahl-i Haqq (appelée aussi Yarsanisme ou Kakai), ce qui entraîne parfois une identification abusive de l'un avec l'autre.

### Dialectologie
Les spécialistes le rattachent à la famille des dialectes kurdes zaza ou dimili, formant la famille des dialectes zaza–gorani.
On distingue quatre dialectes principaux dans le groupe du goranî : le bajelanî, le hawramî (de la région de Hewraman), le sarli et le shabaki.

## Phonologie
Les tableaux des voyelles et des consonnes montrent la phonologie du dialecte hawramani du gorani. 

### Voyelles
|         | Antérieure   | Centrale     | Postérieure  |
| ------- | ------------ | ------------ | ------------ |
| Fermée  | i [iː] ɪ [ɪ] |              | u [uː] ʊ [ʊ] |
| Moyenne | e [eˑ]       |              | o [oˑ]       |
| Ouverte | ɛ [ɛ]        | a [a] ā [aː] | ɔ [ɔ]        |

### Consonnes
|               |               | Bilabiales | Alvéolaires   | Alvéolaires | Alvéolaires | Dorsales | Dorsales | Pharyng. | Glottales |
| ------------- | ------------- | ---------- | ------------- | ----------- | ----------- | -------- | -------- | -------- | --------- |
| Centrales     | Latérales     | Bilabiales | Palatales     | Vélaires    | Uvulaire    |          |          | Pharyng. | Glottales |
| Occlusives    | Sourdes       | p[p]       | t [t]         |             |             | k [k]    | q [q]    | ʕ [ʕ]    |           |
| Occlusives    | Sonores       | b [b]      | d [d]         |             |             | g [g]    |          |          |           |
| Affriquées    | Sourde        |            |               |             | č [t͡ʃ]      |          |          |          |           |
| Affriquées    | Sonores       |            |               |             | j [d͡ʒ]      |          |          |          |           |
| Fricatives    | sourdes       | f [f]      | s [s]         |             | š [ʃ]       |          | x [x]    | ẖ [ħ]    | h [h]     |
| Fricatives    | sonores       |            | z [z]         |             | ž [ʒ]       |          |          |          |           |
| Nasales       | Nasales       | m [m]      | n [n]         |             |             |          |          |          |           |
| Liquides      | Liquides      |            | r [r] rr [rr] | l [l] ł [-] |             |          |          |          |           |
| Semi-voyelles | Semi-voyelles | w [w]      |               |             | y [j]       |          |          |          |           |

## Littérature et expression écrite
Au début du XVIIe siècle, les princes de la dynastie kurde des Erdelan concluent des accords avec le Chah de Perse. Les princes Kurdes obtiennent une certaine autonomie. Cette paix et cette stabilité permettent le développement des villes et des cours, dans lesquelles les hommes de lettres et les poètes peuvent s'exprimer. Le goranî devient la langue de la cour, puis la langue littéraire commune dans le Kurdistan méridional qui comprend les autres principautés du Baban et de Soran.
Parmi ces poètes, on peut citer : Yûsuf Yeska (1592-1636), le cheikh Ehmed Textî Marduxî (1617-1692), le cheikh Mustafa Besaranî (1641-1702), Ehmed Begî Komasî (1795-1877) et Mastoureh Ardalan (1805-1848). Le dernier et le plus célèbre poète qui écrit dans le dialecte gorâni sera le seyyid Ebdulrehîmî Mela Seîdî Tawegozî (1806-1882). La littérature goranî a une telle influence sur la culture kurde que le mot signifie aujourd’hui « chanson » en kurde soranî,.
À partir du XVIIIe siècle, l'essor de la principauté Baban va marquer le déclin progressif du goranî en tant que langue littéraire. En effet, les princes de Baban vont donner une grande importance au développement des arts et des lettres kurdes. Ils invitent à leur cour les artistes, les hommes de lettres et les poètes, mais ils les incitent à abandonner le goranî et à s'exprimer dans la langue de Şahrezor, dont ils sont originaires, qui deviendra le soranî.